# Krajcar

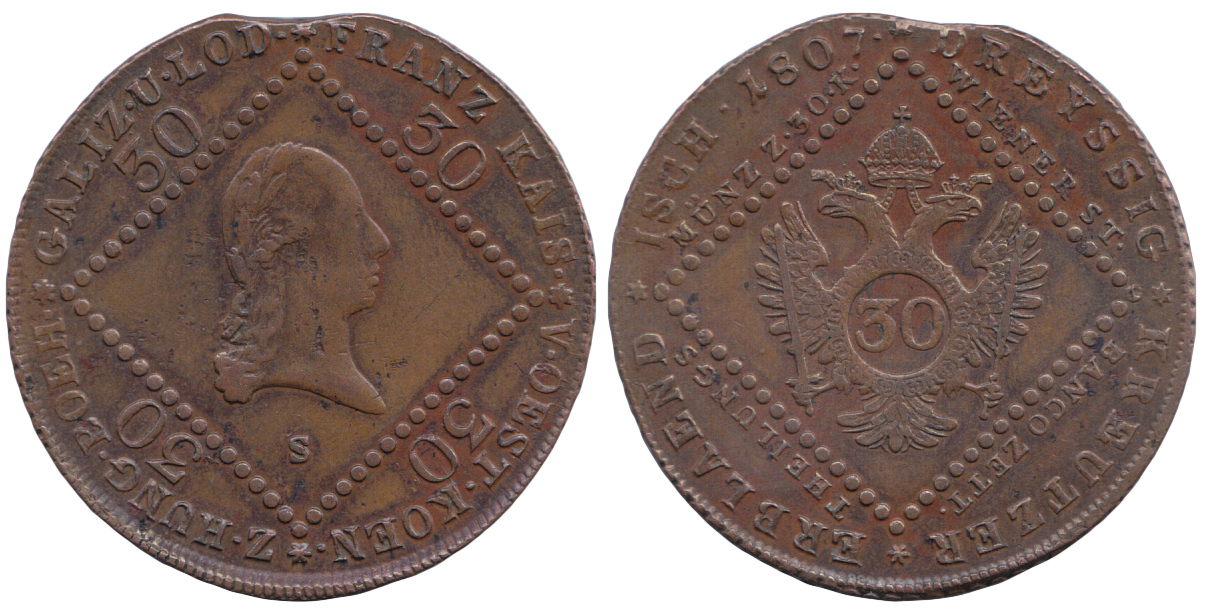
Moneta 30 krajcarów 1807. Cesarstwo Austriackie, miedź.

Krajcar, grajcar – moneta srebrna. Bita od XIII wieku początkowo w Tyrolu. Od XVI wieku moneta zdawkowa w krajach habsburskich (równa 1/60 złotego reńskiego, w latach 1857–1892 1/100 reńskiego).
Polska nazwa monety była spolszczeniem niemieckiego określenia tego pieniądza – Kreuzer (dawniej Creutzer), które z kolei nawiązywało do wizerunku krzyża (niem. Kreuz), jaki pojawił się na pierwszych tego typu monetach.
Srebrna moneta równa 20 krajcarom funkcjonowała pod nazwą „cwancygier” (niem. Zwanziger, od zwanzig = dwadzieścia). Była w obiegu w latach 1754–1871 na terenie Cesarstwa Austriackiego.